# Piezoelektrisk motor
En piezoelektrisk motor, eller piezomotor är en typ av elektrisk motor vars funktion bygger på det mekaniska arbetet som ett piezoelektriskt material uträttar när den blir utsatt för en spänning.
En piezomotor kan vara både linjär och roterande, gemensamt har de dock att rörelsen genereras genom friktion
Piezomotorer utmärker sig på flera sätt, dels kan de tillverkas mycket små, de har hög kraft per volymenhet samt att de hålls kvar i sitt läge, även om de inte kopplade till en spänningskälla.
Piezomotorer kan verka i vakuum, samt vid starka magnetfält vilket gör dem mycket användbara i t.ex rymdfarkoster och i röntgenapparater.